# Fanfare Eensgezindheid Maasbracht-Beek
Fanfare Eensgezindheid Maasbracht-Beek is een fanfareorkest uit Brachterbeek, in de Nederlandse gemeente Maasgouw, dat opgericht werd in 1884.

## Geschiedenis
De Koninklijke Harmonie van Roermond vierde in 1855 meerdere dagen een feest ter gelegenheid van een succesrijke deelname 25 jaar geleden aan het "Grand Concours de Bruxelles". Op 23 juli 1855 werd een festival met 12 gast-verenigingen gehouden, waaronder ook in het beste Frans de Société de Fanfares, Maasbracht. Hierover bestaat ook een diploma. Naast een advertentie op 3 en 10 mei 1856 in de "Maas en Roerbode" werd ook op 27 september 1856 de volgende advertentie geplaatst: Fanfare Gezelschap de Eendragt Maasbracht. Ter gelegenheid van Kermis zal op a.s. Maandag den 29e September in het gemeente school-lokaal een instrumentaal en vocaal concert gegeven worden, door bovengenoemd gezelschap en het gezelschap de Zangvereniging der Gemeente Heel. Aanvang ten 4 uren 's namiddags. Entree 1e plaats 30 cent, 2e plaats 20 cent. De directeur Louis Geurts.
Naast verdere vermeldingen geeft het een vermelding in het gedenkboek ter gelegenheid van het 25-jarig regeringsjubileum van Z.M. Koning Willem III der Nederlanden in 1875.
Het is verder bekend, dat van 1884 tot 1898 in Brachtermeer een zangvereniging "Liedertafel" bestond, die in 1898 naar een fanfare overschakelde. Het jaar 1884 werd daarom officieel als oprichtingsjaar aangezien. De Heer W. Creemers uit Montfort werd de eerste directeur. De eerste grote gebeurtenis in het prille bestaan van de fanfare "Eensgezindheid" was wel de deelname aan een concours, hetgeen te Meerssen plaatsvond op 30 juni 1901. Daar werd in de vierde afdeling opgetreden en het resultaat was een derde prijs. Dat de fanfare reeds drie jaar na haar begin aan een concours deelnam, zal wel iets te hoog gegrepen zijn geweest en men meent dan ook dat meer door de muzikanten dan door bestuur en directeur daarop was aangedrongen.
In 1909 nom men wederom aan een concours deel, toen in Weert trad men in de 3e afdeling op. Men behaalde er wederom een 3e prijs. Dit alles vond plaats onder leiding van de Heer Sjang Smeets uit Wessem, welke een jaar tevoren de dirigeerstok van de Heer Creemers had overgenomen. Nu was er lang rust met het optreden bij een concours. Ertoe kwamen financiële problemen tijdens en kort na de Eerste Wereldoorlog. Eerst op 14 augustus 1921 toog men naar Terwinselen in Zuid-Limburg, om aan het concours deel te nemen. Het concours werd een succes; in de 3e afdeling werd de 1e prijs behaald. Er werd weer aan een concours deelgenomen, op 1 juni 1924 te Linne, waarin de 2e afdeling de 1e prijs werd behaald. De dirigent werd toen bijgestaan door de heren Max Guillaume uit Roermond en zijn broer Paul Guillaume als instructeur. Midden 1926 nom Sjang Smeets afscheid van de fanfare. De heer J.M. Sniekers trombonist in de fanfare en organist aan de St. Gertrudiskerk werd tot dirigent benoemd. Op 29 mei 1928 werd te Merum-Herten onder leiding van J.M. Sniekers de zo fel begeerde le prijs behaald in de 1e afdeling.
In de jaren 1930 tot 1945 was het wat rustig bij de fanfare "Eensgezindheid". Na de Tweede Wereldoorlog werd de saxofonist en organist Wiel van Pol nieuwe dirigent van de fanfare. Het eerste uitstapje van betekenis was toen de deelname aan een muziekfeest in het Zuid-Limburgse Cadier en Keer, een streek waar het muziekleven reeds veel langer weer op dreef was gekomen. De deelname aan een Internationaal muziektoernooi te Grevenbicht was heel succesrijk. In 1948 werd voor het concours te Ospel ingeschreven (na 18 jaar!) in de afdeling Uitmuntendheid. Het ging "uitmuntend", op 13 juni van dat jaar werd de fanfare met een eerste prijs bekroond.
In 1950, toen de fanfare op 11 juni deelnam aan een concours te Nederweert won men ditmaal in de ere-afdeling een 1e prijs. Na aansluiting bij de Limburgse Bond van Muziekgezelschappen werden er nieuwe concours-reglementen ingevoerd. Op het federatieve concours in het Gelderse 's-Heerenberg op 21 augustus 1957 won men een 1e prijs met promotie naar de afdeling uitmuntendheid. Reeds in 1960 was er sprake van een soort "Jeugdfanfare", voor het eerst onder leiding van de oudste zoon van de toenmalige directeur Wiel van Pol.
In 1963 werd Mathieu Janssen uit Elsloo opvolger van Wiel van Pol. Eveneens in 1963 werd een drumband binnen de vereniging opgericht, die door de instructeur de Heer Cox uit Maasniel geleid werd. In 1968 werd in Buchten door de fanfare aan een concours deelgenomen in de afdeling Uitmuntendheid, waar een le prijs werd gehaald. Dit was voor de toenmalige stand van de vereniging een goede prestatie te noemen en het was dan ook voor de Heer Janssen - inmiddels ruim 60 jaar oud - een goede afsluiting van een directeursfunctie welke eigenlijk als een soort vriendendienst was begonnen. Zijn opvolger werd de Heer A. Partouns uit Melick, welke veel werk ging maken van de verjonging. De fanfare is in die tijd zeer drastisch verjongd en er was doorlopend veel werk aan de winkel, voor directeur en allen die zich met de opleiding van jonge muzikanten bezighielden.
In 1974 werd door de drumband deelgenomen aan het Wereld Muziek Concours te Kerkrade. In de mars-wedstrijden behaalde men onder leiding van de instructeur, de heer Berghs uit Roermond, een 2e prijs.
In 1976 trad Jean Sassen uit Borgharen aan, welke opdracht kreeg orde op zaken te stellen, daar waar hij dit nodig mocht vinden. In het jaar 1976 ging de gehele jeugdopleiding over naar het systeem Kreato. Op 17 september 1978 wordt te Heel aan een concours deelgenomen. Men slaagde erin op die dag in de afdeling Uitmuntendheid een eerste prijs met promotie te verwerven. In 1981 was men gereed voor de grote stap. Toen de fanfare op 11 oktober 1981 terugkeerde uit Heerlen, was zij op het daar gehouden concours via een eerste prijs met promotie plotsklaps in de "Superieure afdeling" beland.

## Landskampioen
Een gevolg van het succes te Heerlen was, dat de fanfare in aanmerking kwam voor deelname aan de wedstrijd voor het landskampioenschap van de Federatie van Katholieke Muziekbonden in Nederland (FKM). De wedstrijd had plaats in Poeldijk op 23 januari 1982 en de fanfare veroverde de "Witte Wimpel" en werd daarmede de landskampioen van de fanfares in haar afdeling. In 1992 werd men op het concours van de Limburgse Bond van Muziekgezelschappen Limburgs kampioen. In 1993 veroverde men opnieuw tijdens het federatieve concours te Venlo het landskampioenschap van de FKM.

## Wereldkampioen
In 1997 en 2001 werd men onder leiding van Fried Dobbelstein tijdens het Wereld Muziek Concours te Kerkrade in de concertafdeling van de sectie fanfare Wereldkampioen. Dit succes werd ook in 2005 herhaald, maar dan onder leiding van de nieuwe dirigent Jean-Pierre Cnoops. Na het behalen van het laatste succes werd, door verschillende achterliggende gedachtes, ervoor gekozen om niet deel te nemen aan het WMC in 2009. De fanfare besloot vervolgens deel te nemen aan het kleine en eenmalige kleine broertje van het WMC. Het 'mini'-WMC, georganiseerd ter gelegenheid van het 60-jarig bestaan van het WMC. Ook hier werd de fanfare de beste fanfare van het Concours na het behalen van een gemiddeld aantal punten van 92,3.

## Tegenwoordig
De Vereniging beschikt momenteel over een slagwerk-ensemble (26 leden), een jeugd-drumband, een jeugdfanfare-orkest (30 leden) en een groot fanfare-orkest (90 leden).

## Dirigenten
- 1898-1908 W. Creemers
- 1908-1926 Sjang Smeets
- 1926-1945 J.M. Sniekers
- 1945-1963 Wiel van Pol
- 1963-1968 Mathieu Janssen
- 1968-1976 Antoon Partouns
- 1976-1993Jean Sassen
- 1993-2003 Fried Dobbelstein
- 2003-2017 Jean-Pierre Cnoops
- 2017-2023 Jos Zegers
- 2023-heden Maurice Daemen

## Concertreizen
| Jaar | Land      | Locatie |
| ---- | --------- | --- |
| 2001 | Duitsland | Galaconcert in Herzogenrath, Duitsland op 24 juni 2001                                                                            |
| 2003 | Duitsland | Concertreis naar Wasserburg am Inn in Duitsland van 23 tot 25 mei 2003 op Galaconcert bij de Musikbund für Ober- und Niederbayern |
| 2008 | Frankrijk | Concertreis naar Villers-le-Lac in Frankrijk van 17 oktober tot 20 oktober 2008                                                   |